# Monte Alto (Prealpi Liguri)
Il Monte Alto (954 m s.l.m.) è una montagna delle Prealpi Liguri nelle Alpi Liguri. Si trova in provincia di Savona in Liguria.

## Toponimo

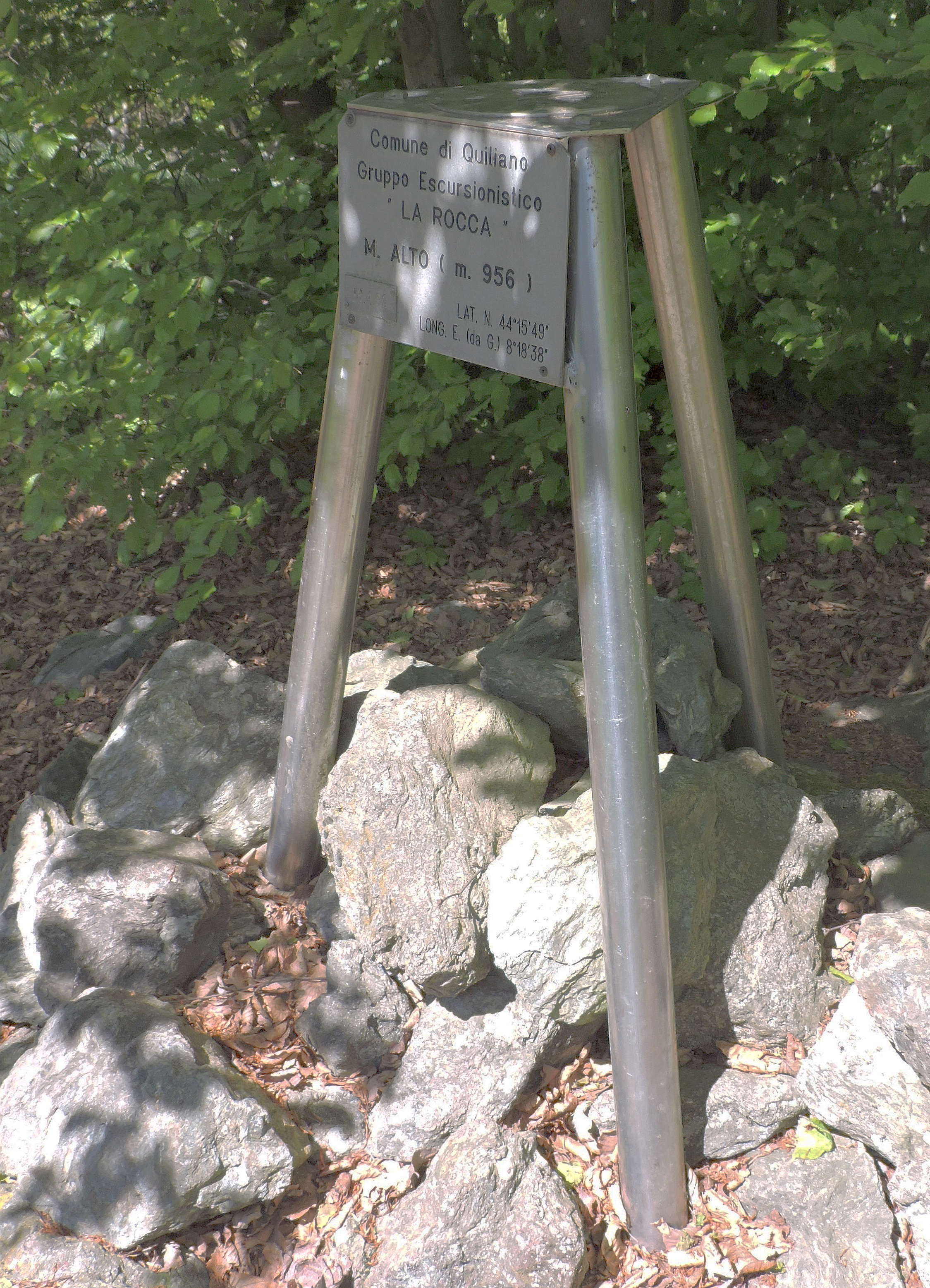
La tavola di orientamento sulla cima

Un tempo il rilievo era denominato Montaldo. Nella classificazione SOIUSA la montagna, insieme con il Bric Quoggia, dà il nome alla Costiera Bric Quoggia-Monte Alto, il sottogruppo alpino più orientale della Prealpi Liguri e il primo che si incontra venendo dall'Appennino Ligure.

## Caratteristiche
La montagna si colloca sullo spartiacque ligure/padano e sulla sua vetta convergono i territori comunali di Orco Feglino, Mallare e Vezzi Portio. Verso nord-est il crinale prosegue scendendo alla Colla del Termine (662 m) e, dopo il Colle del Baraccone (649 m), risale alla omonima montagna, mentre nella direzione opposta scende alla Colla di San Giacomo per risalire poi verso il Pian dei Corsi.
È una delle prime cime alpine che si incontrano a partire dal Colle di Cadibona in direzione ovest. Il monte è ricoperto da fitti boschi, in particolare di faggio, per buona parte di proprietà pubblica. Sul punto culminante si trova una targa metallica con una tavola di orientamento, collocata nel 1990 da una associazione di Quiliano. Dalla sommità, dove è presente una radura, si gode di un discreto panorama su un buon tratto della riviera di Ponente anche se in alcune direzioni lo sguardo è bloccato dalla vegetazione arborea.

## Accesso alla cima
Il monte può essere raggiunto per sentiero dalla Colla di San Giacomo, da dove transita l'itinerario di trekking denominato Alta Via dei Monti Liguri. Si può anche salire dal colle del Termine (comune di Quiliano).